# Бейер, Франц (лётчик)

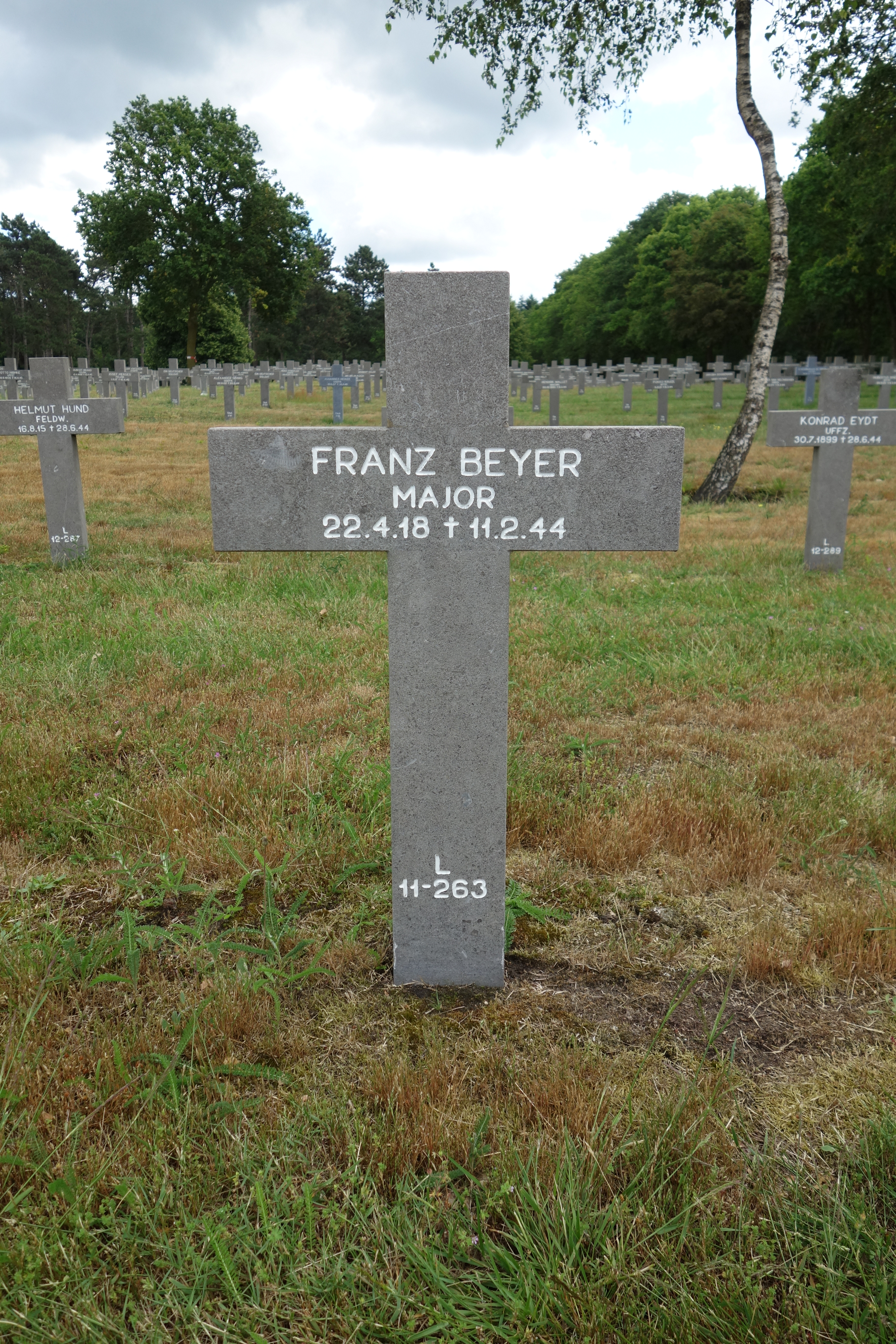
Могила Франца Бейера на немецком военном кладбище Исельстейн в г. Венрай, Лимбург (Нидерланды))

Франц Бейер (нем. Franz Beyer; 22 апреля 1918, Груневальд, Берлин, Германская империя — — 11 февраля 1944, Венло, Нидерланды) — военный лётчик-ас люфтваффе, истребитель, майор, кавалер Рыцарского креста Железного креста (30 августа 1941).
Одержал 81 воздушную победу (4 на Западном фронте и 77 на Восточном фронте).

## Биография
Прошёл лётную подготовку в звании лейтенанта с 1940 года на службе в люфтваффе. Участник Второй мировой войны. Первую воздушную победу одержал 14 августа того же года, сбив «Харрикейн». Затем 5 и 7 сентября на его счету были по одному Supermarine Spitfire.
С 22 июня 1941 года участвовал в боях на Восточном фронте и в тот же день одержал две победы, сбив И-16 и И-153. Счёт его побед стал быстро расти. Так, 10 июля 1941 г. в районе г. Житомир немецкий лётчик сбил пять четырехмоторных бомбардировщиков ТБ-3 из 14-го тяжёлого бомбардировочного авиационного полка. На следующий день Бейера назначили командиром 8./3-й истребительной эскадры «Удет».
12 марта 1942 г. одержал 50-ю победу. 20 мая в ходе двух вылетов сбил два Ил-2 и два МиГ-1, а затем 26 июня одержал 60-ю победу. 10 декабря 1942 г., сбив в ходе одного вылета два Ил-2 и МиГ-3, он преодолел рубеж в 70 побед. 01.04.1943 г. гауптман Бейер сбил МиГ-3, это была его 80-я победа.
1 июня того же года был назначен командиром вновь сформированной эскадрильи IV.3-й истребительной эскадры «Удет» (до 11 февраля 1944). Сначала группа действовала на Сицилии и в Италии, а затем в сентябре была отозвана в Германию и включена в состав ПВО Рейха. 19 декабря немецкий ас сбил B-17, одержав 81-ю и последнюю победу. Помимо 81 воздушной победы, на его счету было также десять самолетов, уничтоженных на земле.
Сбит 11 февраля 1944 г. недалеко от Венло в Нидерландах после воздушного боя с британскими Supermarine Spitfire.

## Награды
- Боевой значок люфтваффе
- Железный крест 2-го и 1-го класса (1939)
- Золотой Немецкий крест (30 августа 1941)
- Рыцарский крест Железного креста (19 сентября 1942)